# ルフィラ川
ルフィラ川 (ルフィラがわ、Lufira) はコンゴ民主共和国を流れる川。ルアラバ川の支流で最終的にコンゴ川に繋がる。リカシの南、シャバ高原から流れ出す。1926年にムワダンギュシャにダムが作られ、チャンガルル湖が形成されている。そこでの水力発電により作られた電力は銅の精錬に使用されている。川はビア山地を抜けておよそ500km北に流れ、キサル湖でルアラバ川に合流する。

## 生態系
1982年、チャンガルル湖付近にミオンボという森林の生態系を保護するために「ルフィラ生物圏保護区」が設置されたが、2018年のランドサット画像による調査によるとミオンボの面積は1979年の85.3km2から11.2km2に大幅に縮小したため、生物圏保護区の地位を失うことが危惧された後、2020年にコンゴ民主共和国の申請により登録が撤回された。また、2017年にウペンバ湖を含む一帯は「ルフィラ川流域」（Bassin de la Lufira）としてラムサール条約に登録された。